# 초연 (1966년 영화)
"초연"은 한국에서 제작된 정진우 감독의 1966년 영화이다. 강신성일 등이 주연으로 출연하였고 김형근 등이 제작에 참여하였다.

## 출연

### 주연
- 강신성일
- 남정임
- 이순재
- 문희

## 기타
- 조명: 고해진
- 미술: 노인택